# Бремен (провинция)
Свободен ханзейски град Бремен (на немски: Freie Hansestadt Bremen) е официалното название на най-малката от шестнадесетте федерални провинции на Германия (Bundesländer). Столица на провинцията е едноименният град Бремен.

## География
Федералната провинция Бремен се състои от два отделени анклава: град Бремен и Бремерхафен. Двата анклава са разположени на река Везер; Бремерхафен е пристанище на Северно море (името му означава „пристанището на Бремен"). И двата града са анклави, заобиколени от съседната провинция Долна Саксония (Niedersachsen). Двата града се единствените административни територии, от които е съставена провинцията.
Площта на провинцията е 419 км², а населението – 661 000 жители към 2010 г. 
Най-високата точка в провинцията е с височина 33 метра.

## История
Град Бремен е член на Ханзейския съюз, имперски свободен град на Свещената Римска империя, а след това държава от 1646. След унищожаването на свещената Римска империя от Наполеон през 1815 година градът става независима държава и член на Северногерманския съюз. Няколко региона, включително и областта, в която по-късно ще се изгради град Бремерхафен, стават част от Кралство Хановер през 1827 година. През 1871 Бремен се присъединява към Германската империя.
По време на окупацията на Германия след Втората световна война Хановер се намира под британски контрол, а Бремен е поставен под контрола на САЩ, тъй като на окупационните зони на САЩ им е било необходимо да имат пристанище на Северно море. В резултат на това Бремен запазва своя статут на отделна федерална провинция, въпреки че много други по-малки провинции са присъединени към по-големи такива.
През 1905 година Бремен има площ от 256 km² и население от 263 000. През 1939 броят на населението нараства на 450 000.

## Политика
Градското събрание (Bürgerschaft) избира двама кметове на града (Bürgermeister). Един от тези кметове се избира за председател на градския сенат (Senatspräsident), който изпълнява и длъжността глава на Свободния Ханзенски град Бремен.

## Гербове и знамена на провинция Бремен
| Голяма форма на герба | Малка форма | „Бременски ключ“ символа на града | Провинциалното знаме | Провинциалното знаме със средната форма на герба | Провинциалното знаме с голямата форма на герба (Сенатски флаг) |
| Голяма форма на герба | Малка форма | „Бременски ключ“ символа на града | Провинциалното знаме | Провинциалното знаме със средната форма на герба | Провинциалното знаме с голямата форма на герба (Сенатски флаг) |